# Myron Fohr
Myron William Fohr (17 de junho de 1912 – 14 de janeiro de 1994) foi um automobilista norte-americano que participou de quatro (duas) 500 Milhas de Indianápolis, (duas (uma) quando a prova fazia parte do calendário da Fórmula 1 de 1950 até 1960): 1948 (não se qualificou), 1949, 1950 e 1951 (não se qualificou). Seu melhor resultado em 500 Milhas de Indianápolis foi o 4º lugar de 1949.